# 噻替哌
噻替哌（英語：ThioTEPA或thiotepa，又名塞替派、硫涕巴），化学全称N,N',N''-三亚乙基硫代磷酰胺，是一种用来治疗癌症的烷化剂。
噻替哌是一种有机磷化合物，分子式为SP(NC2H4)3。它是N,N',N''-三亚乙基硫代磷酰胺（涕巴或TEPA）的衍生物。噻替哌的分子结构与四面体磷结构及磷酸酯结构十分相似，可由三分子的氮丙环与三氯硫磷反应合成。

## 历史与用途
噻替哌最早由美国氰胺公司在1950年代初合成，并在1953年被报道。1960年代人们开始使用这种药物至今。
噻替哌分别在2007年1月29日和2007年4月2日被欧洲药品管理局（EMA）和美国食品药品监督管理局（FDA）认证为骨髓干细胞移植前的可选孤儿药之一。目前此用途的噻替哌主要由意大利公司ADIENNE Pharma & Biotech以“TEPADINA”的商标名生产。
噻替哌一般单独或与其他化疗药物一同使用于以下情况： 
- 与全身放療一同或单独用于自身或异体儿童或成年人严重血液病所需要的造血干细胞移植（HPCT）前的准备；
- 当造血干细胞移植与高剂量化疗能够有效治疗实体瘤的时候；[4]
- 治疗乳腺癌和卵巢癌。

噻替哌曾被广泛用于癌症患者的姑息疗法。用于姑息疗法时，其中效果较好的包括缓解晚期乳腺癌、卵巢癌和膀胱乳头状腺癌及控制癌症转移。

## 副作用
噻替哌能引起胃肠道反应和皮疹，而其主要毒性表现在骨髓抑制。过量或长期使用能导致严重的贫血、血小板减少症和白细胞减少症，但有时危险的骨髓抑制也会在低剂量使用后出现。用药时出现的肝脏、血液和呼吸系统的严重不良反应应被认为是预期的。